# Mohelno
Mohelno település Csehországban, a Třebíči járásban. Mohelno Senorady, Kuroslepy, Dukovany, Kladeruby nad Oslavou, Lhánice, Slavětice és Kramolín településekkel határos. Lakosainak száma 1394 fő (2024. január 1.).

## Népesség
A település lakosságának változását az alábbi diagram mutatja:
| Lakosok száma | 1098 | 1278 | 1403 | 1537 | 1487 | 1368 | 1341 | 1339 | 1307 | 1394 |
|               | 1869 | 1900 | 1921 | 1961 | 1980 | 2011 | 2016 | 2019 | 2021 | 2024 |